# مرهم الرسل
مرهم الرسل (عُرف في المصادر اللاتينية بـ: دوديكافارماكوم أو مرهم فينوس) هو دواء مرهمي يتكون من اثني عشر مكونًا، اخترعه ابن سينا (توفي عام 1037).
أبدى الأوروبيون اهتمامًا كبيرًا بكتابات ابن سينا، فعرفوا المرهم بعدة أسماء عرفه الأوروبيين بأسماء عديدة مرهم الرسل (باللاتينية: Apostolorum unguentum)، أو مرهم فينوس (باللاتينية: unguentum Veneris). كانت المكونات زيت التربنتين، الشمع ، صمغ الأمونياك، جذور نبتة الميلاد، اللبان، المقل، المر والحلبينة، الأوبوبوناكس [الإنجليزية]، الزنجار، المرتك، بالإضافة إلى زيت الزيتون والخل.
يصف ابن سينا مكونات ونِسَب هذه الوصفة في كتاب القانون الجزء الأول، الصفحة 11. وقد تساءل بعض الكتاب اللاحقين عما إذا كان عنوان الوصفة "مرهم الرسل" أو "مرهم فينوس" قد استخدمها ابن سينا نفسه، لأنها لم ترد في كتابات المسلمين اللاحقة ومع ذلك، عندما طُبعت النسخة العربية من كتاب القانون في الطب لأول مرة في عام 1593 في روما، كانت رقم الوصفة 442 بعنوان "مرهم الرسل". إن اسم "مرهم الرسل" مُقتبس من اسم وصفة مُكونة من 12 مكونًا في أعمال الكاهن الدومينيكي تيودوريكو بورجوني [الإنجليزية] (1267) ووصفة جرد شيف تشيروجيت ماجنال لشولياك (1330s)؛ ربما أخذوها من كتابات ابن سينا. تتضمن نصوص الصيدلة في عصر النهضة مثل ترياق روماني (روما، 1590) أيضًا الوصفة باسم مسحة الرسل. تم العثور على المعادل العربي للكلمة اللاتينية (مرهم الرسل - Unguentum Apostolorum) في النصوص الطبية العربية اللاحقة مثل ترجمات الطبيب داود الأنطاكي (ت. 1596) إلى العربية.
وقد ورد ذكر مرهم الرسل باسم مرهم فينوس في أعمال جيهان يبرمان [الإنجليزية] (حوالي 1260-حوالي 1330). ومع ذلك، فقد كانت العديد من العلاجات تسمى "فينوس" وكانت معروفة أيضًا على نطاق واسع في العصور القديمة مرهم للعين يسمى "جص إيزيس" يختلف عن "مرهم فينوس" اللاحق.
ادعى ميرزا غلام أحمد (الأردية 1899) أن هذا المرهم كان معروفًا باسم "مرهم عيسى" وقد ساعد النبي عيسى على التعافي من جروح الصلب، دعمًا لادعائه بأن النبي عيسى لم يمت على الصليب بل أُنقذ. ادعى ميرزا غلام أحمد أنه الموعود المهدي.